# Takayuki Tada
Takayuki Tada (født 7. april 1988) er en japansk fodboldspiller.
Han har spillet for flere forskellige klubber i sin karriere, herunder Giravanz Kitakyushu.